# Rolla (Dakota Północna)
Rolla – miasto w Stanach Zjednoczonych, w stanie Dakota Północna, siedziba administracyjna hrabstwa Rolette.